# Jallaram Kamanpur
Jallaram Kamanpur là một thị trấn thống kê (census town) của quận Karimnagar thuộc bang Andhra Pradesh, Ấn Độ.

## Nhân khẩu
Theo điều tra dân số năm 2001 của Ấn Độ, Jallaram Kamanpur có dân số 11.100 người. Phái nam chiếm 52% tổng số dân và phái nữ chiếm 48%. Jallaram Kamanpur có tỷ lệ 60% biết đọc biết viết, cao hơn tỷ lệ trung bình toàn quốc là 59,5%: tỷ lệ cho phái nam là 66%, và tỷ lệ cho phái nữ là 52%. Tại Jallaram Kamanpur, 11% dân số nhỏ hơn 6 tuổi.